# Гросадмирал
Гроссадмирал е исторически флотен чин, най-високият военноморски ранг в някои страни. Неговата главна употреба е в Германия – на немски: Großadmiral.

## Германия
Чинът в Германските ВМС е еквивалентен на Първи морски лорд в Кралския британски флот или на Адмирал на флота във ВМС на САЩ. Създаден е през 1901 и подобно на фелдмаршалите, притежателите на титлата са упълномощени да носят маршалски жезъл.

### Първа световна война
Следните мъже са били гросадмирали в Германските Кайзерлихе Марине (Имперския флот) преди и по време на Първата световна война:
- Вилхелм II (1901) - император на Германската империя до 1918
- Оскар II (1901) – крал на Швеция, съюзник на Германия
- Ханс фон Кестер (1905)
- Хайнрих Пруски (1909) – принц, брат на Вилхелм II
- Алфред фон Тирпиц (1911)
- Хенинг фон Холцендорф (1918)

### Втора световна война
Следните мъже са били гросадмирали в Германските Кригсмарине (военноморския флот на Третия райх) преди и по време на Втората световна война:
- Ерих Редер, главнокомандващ на Кригсмарине, произведен в гросадмирал на 1 април 1939
- Карл Дьониц, командир на подводния флот, сменя Ерих Редер на поста гросадмирал (30 януари 1943). На 29 април 1945 Адолф Хитлер го посочва за свой наследник и върховен главнокомандващ.

Кригсмарине използват също чина Генерал-адмирал, който е по-висок от адмирал, но по-нисък от гросадмирал.